# Profondo Blu
(Jeffery Deaver)
Profondo Blu è il sedicesimo romanzo scritto da Jeffery Deaver. Il protagonista del romanzo, ambientato nel mondo della tecnologia di Internet, è un hacker, Wyatt Gillette.

## Trama
Phate è il nome in codice del nuovo incubo della Silicon Valley: un hacker eccezionale che grazie a un programma di sua creazione, Trapdoor, può entrare nei computer e nella vita di tutti, estrapolando informazioni che vengono utilizzate per uccidere, perché Phate è un sadico omicida, che colpisce senza apparente motivo ogni genere di persona. L'unità crimini informatici della polizia della California è impotente di fronte alle incursioni dell'hacker, e decide quindi di chiedere l'aiuto dell'assoluta autorità in materia di computer, Wyatt Gillette.
Il problema è che Gillette è un detenuto della prigione di San Jose, incarcerato per innumerevoli violazioni di banche dati e sistemi informatici, non ultimo il teoricamente invalicabile algoritmo che custodisce i segreti del Dipartimento della Difesa. Il capo dell'unità crimini informatici, Thomas Anderson, garantisce per la liberazione del prezioso prigioniero, nonostante sia sconsigliato dal detective Frank Bishop, incaricato delle indagini.
Finalmente connesso a un computer in rete, Gillette comincia la caccia al suo avversario nel Blu profondo, lo spazio virtuale dove regnano gli hacker.

### I cavalieri dell'accesso
Grazie alla conoscenza di Internet di Gillette, la polizia arriva presto all'identificazione di Phate: questi è Jon Patrick Holloway, già conosciuto quale capo di una gang di criminali informatici, i "Cavalieri dell'accesso", così chiamati perché partecipavano a un gioco di simulazione, "Access", il cui scopo era avere il completo accesso alle informazioni che riguardavano un obiettivo, fosse una persona o un'istituzione. Il gioco, apparentemente innocuo, era diventato letale quando Holloway si era spinto fino ad uccidere i suoi obiettivi, perché per lui quello costituiva l'accesso totale.
Ma Gillette ha tralasciato di fornire un'informazione vitale agli investigatori: il braccio destro di Holloway nei giorni dei cavalieri dell'accesso era proprio lui, Wyatt Gillette.

## Edizioni
- Jeffery Deaver, Profondo Blu, traduzione di Maura Parolini – Matteo Curtoni, collana I Romanzi Sonzogno, Sonzogno, 2001,  p. 442, ISBN 88-454-2149-X.